# Tiele
Tiele (dansk) eller Tielen (tysk) er en landsby og kommune i det nordlige Tyskland under Kreis Slesvig-Flensborg i delstaten Slesvig-Holsten. Byen ligger direkte nord for Ejderen i landskabet Stabelholm i det sydlige Sydslesvig og derved ved grænsen til Holsten. Indtil Tilleborg eller Tieleborg omkring år 1500 blev ødelagt af sydfra komne ditmarsker, var Tiele hovedby i landskabet Stabelholm. Senere overtog Sønder Stabel funktion som administrativ centralort i Stabelholm.
Kommunen samarbejder på administrativ plan med nabokommunerne i Krop-Stabelholm kommunefællesskab (Amt Kropp-Stapelholm).